# Tomb Raider: Anniversary
Lara Croft Tomb Raider: Anniversary — відеогра в жанрі Action-adventure, ремейк першої части серії Tomb Raider. Розробку вела компанія Crystal Dynamics, а видала Eidos Interactive. Гра базується на сюжеті першої частини: Лару Крофт наймає керівниця могутнього синдикату для пошуку міфічного предмета Сціон.

## Сюжет

### Зав'язка
Події у грі розгортаються в 1996 році. Лара Крофт в Колкаті, Індія. Там вона зустрічає давнього і, судячи з її реакції, не найкращого знайомого — Ларсона Конвея. Він знайомить її зі своїм босом — Жаклін Натла, головою корпорації «Natla Technologies». Міс Натла пропонує Ларі зайнятися пошуками «Спадщини Атлантиди», начебто для її наукових досліджень. Лара погоджується і Натла повідомляє їй місце знаходження першої частини Спадщини — Перу. Лара негайно летить туди.

### Перу
У Перу, провідник Лари гине від атаки вовків, і Ларі доводиться йти одній. Їй вдається пройти скрізь сирі та засніжені печери, далі вона знаходить місто Вількабамба, в якому тепер живуть лише вовки і ведмеді. Знайшовши ключ від воріт міста, вона потрапляє у величезне приміщення з водоспадом, безліччю сходів і дерев'яних механізмів. Гробниця Куалопека, де знаходиться перша частина Спадщини, знаходиться за водоспадом, тому їй доводиться знайти втрачені частини механізму спуску дамби. При пошуку останньої частини механізму вона потрапляє у зелену долину, в якій все ще живуть… динозаври. Після бою з тиранозавром вона знаходить останній елемент механізму, повертається до водоспаду і активує дамбу. Далі Лара після довгих блукань по приміщеннях гробниці відкриває її і знаходить статую царя-бога Куалопека. На стіні Лара прочитала, що він був одним з членів тріумвірату, священних хранителів Спадщини Атлантиди. Забравши частину Спадщини, Лара зауважує, що статуя Куалопека зарухалася, після чого починає обвалюватися стеля, Лара тікає геть. На виході її вже чекає Ларсон, який хоче забрати у неї частину спадщини. Після сутички з ним Лара вирушає до офісу Натли, і отримує інформацію про те де знаходиться наступна частини Спадщини.

### Греція
Друга частина Спадщини знаходиться у Греції, у гробниці царя-бога Тіхокана, вхід в яку знаходиться у підвалі середньовічного монастиря Святого Франциска. На місці Лара зустрічає свого старого суперника (також працює на Натлу) П'єра Дюпона. Між ними зав'язується розмова про життя і ролі грошей у ньому. Далі Лара знаходить шлях до величезного підземного приміщення, в якому 4 дверей в катакомби 3 грецьких богів: Посейдона, Атласа, Гефеста і одного персонажа грецьких переказів — Дамокла. Для того, щоб відкрити ворота внизу приміщення, Ларі доведеться побувати в кожній з кімнат. У кімнаті Посейдона Ларі доведеться розгадати загадку з системою затоплення і відкачування в кімнаті; в кімнаті Атласу Лара повинна проявити високий рівень швидкості і реакції, щоб вижити; в кімнаті Гефеста їй доведеться зіткнуться з кулею, що метає блискавки, і попрацювати з величезним молотом, а в кімнаті Дамокла уникнути загибелі від мечів зі стелі. Відкривши ворота внизу, Лара потрапляє у Колізей. Там вона б'ється з горилами та левами. Після колізею Лара опиняється в палаці міфічного царя Мідаса. За допомогою статуї Мідаса і його легендарної здатності Лара повинна перетворити свинцеві злитки в золоті, щоб пройти далі у гробницю Тіхокана. На кришці кам'яного саркофага вона прочитала, що Тіхокан також був членом тріумвірату. Лара відсуває її, але саркофаг порожній. Раптом ззаду П'єр Дюпон приставляє пістолет до потилиці Лари, при цьому він тримає другу частину спадщини в іншій руці і вимагає першу частину (ту, що Лара знайшла в Перу) в обмін на її власне життя. Але Лара відмовляється віддати П'єру те, що він хоче, між ними зав'язується перестрілка, П'єр тікає з гробниці, але назовні його підстерігають ожилі статуї кентаврів, які оберігали гробницю. Вони вбивають П'єра, але перед цим він кинув Спадщина Ларі, щоб відвернути увагу кентаврів на неї. Після баю з кентаврами у Лари видіння: Тіхокан і Куалопек на вершині піраміди судять третього члена тріумвірату —  свою сестру. З видіння Лара дізнається, що третя частина Спадщини в Єгипті.

### Єгипет
Лара прибуває до Єгипту і майже відразу ж їй доведеться битися з істотами, що нагадують мумії величезних котів. Посеред площі, де Лара билася з муміями, стоїть обеліск з чотирма виїмками для ключів. Лара вирушає на пошуки ключів. У пошуках, що проходять у піщаних приміщеннях, вона знаходить величезні ворота і чотири циліндричних обеліска навпроти них. За допомогою підказок в суміжних приміщеннях, Лара відкриває ворота і потрапляє в приміщення, посеред якого стоїть велетенський обеліск, а на кожній його стороні, в нішах, лежать ключі. Шлях до першого ключа Лара знаходить швидко: поруч є перемикач. До інших Лара пробирається через безліч пасток і натовп мумій. Зібравши ключі, Лара повертається на площу і відкриває з їх допомогою двері в Святилище Спадщини. Святилище — повністю затоплене приміщення зі статуями Гора та Анубіса. Потрапивши в зал Спадщини, Лара перебиває мумій і кентаврів і за допомогою перших двох частин Спадщини відкриває вхід до третьої. У момент, коли Лара взяла третю частину Спадщини, починає обвалюватися стеля, але в протилежній стіні відкривається таємні двері, Лара вибігає через них на вулицю, але не на ту, де вона була на початку (ймовірно, храм був зроблений в горі, а вона просто вискочила з іншого боку). Об'єднавши всі три частини, Лара бачить видіння: вона знову бачить Куалопека й Тіхокана на піраміді, а їх сестрою виявляється … Натла. Саме вона знищила Атлантиду, коли захотіла заволодіти всіма частинами Спадщини. Вона важко поранила Куалопека, за що Тіхокан замкнув її навіки в брилі льоду. Коли Лара оклигала, вона виявила, що Натла знайшла її та забрала Спадщину. Вона наказала своїм найманцям вбити Лару, але та змогла втекти, і сховатися на яхті Натли.

### Атлантида
Прибувши на острів посеред океану, Лара без зброї намагається знайти Натлу. Вона досліджує розкопки, де знаходить свою зброю, і вбиває Ларсона, через те що він не пропускав її до Натли. Перед входом до Великої Піраміди, Лара стикається з найманцями Натли. Під час бою з нею вони через суперечку вбивають один одного. Лара входить до піраміди, там на неї чекають монстри, мешканці Атлантиди. Пізніше Лара знаходить Натлу, яка вже у ритуальному вбранні, переконує Лару перейти на її сторону, але Крофт відмовляється і пострілом розбиває Спадщину. Розгнівана Натла кидається на Лару, і вони обидві падають вниз. Лара встигає гаком зачепитися за платформу, а Натла з диким криком падає в розпечену лаву. Далі Лара перемагає гігантського монстра, потім знаходить обгорілу Натлу, вступає з нею у бій в кінці якого валить на Натлу колону. Після всього Лара на яхті відпливає від зруйнованого острову.

## Ігровий процес
Бойова система значно відрізняється від попередньої частини. Героїня автоматично прицілюється в супротивників, що дозволяє вести вогонь під час руху. З'явився режим уповільнення часу з використанням Quick Time Events, що дає змогу в деяких випадках застосувати певну стратегію, щоб перемогти ворога. При сутичці з більш сильними ворогами є можливість використовувати Adrenaline Dodge (адреналінове ухиляння). За допомогою такого прийому героїня швидко ухиляється від атаки ворога, і має можливість прицільно вистрілити в голову.
Взаємодія з навколишнім світом дозволяє використовувати великий набір акробатичних прийомів. Лара Крофт здатна швидко бігати, стрибати, лазити по стінах, використовуючи різні виступи. На мотузці або перекладені можна розгойдуватися, щоб зробити дальній стрибок. Тримаючись за закріплену мотузку Лара зможе бігати по стінах.

## Персонажі

### Лара Крофт, графиня Абіндон
Графиня Абіндон. Дуже розумна, гарної статури, вона подорожує по світу в пошуках різних артефактів. Лара — відомий археолог-авантюрист, вона шукає пригод часто в дуже небезпечних місцях — стародавніх руїнах, гробницях, і на шляху її підстерігають безліч пасток і головоломок, а також безліч найрізноманітніших ворогів — конкуренти, гангстери, небезпечні тварини (включно з динозаврами) та безліч міфічних істот.
У 1996 році на замовлення Жаклін Натли вирушила на пошуки Спадщини Атлантиди.

### Жаклін Натла
Натла була одним із членів тріумвірату, органу влади Атлантиди. Однак пізніше була засуджена через свою підступність і була ув'язнена у крижану в'язницю своїми братами Тіхоканом і Куалопеком. У 1945 році, під час ядерних випробувань, Натла змогла вибратися з в'язниці. Вона взяла ім'я Жаклін, використовуючи свої знання, заснувала власну компанію «Natla Technologies». У 1996 році вона найняла археолога-авантюристку Лару Крофт, для пошуків частини Спадщини Куалопека в Перу. В Єгипті Натла відібрала у Лари всі три частини Спадщини і вирушила до маленького острова в Атлантиці, який був вершиною піраміди Атлантиди.
У Великій Піраміді Атлантиди Натла хотіла за допомогою Спадщини оживити нову расу монстрів, які, повинні були замінити «застарілих» людей. Зрозумівши це Лара знищила Спадщину. Зрештою Лара перемогла Натлу поваливши на неї колону.

### Ларсон Конвей
Народився в Літл-Рок, Арканзас, США, в 1967 році. У 1995, він разом з П'єром Дюпоном пробував придбати Філософський Камінь в Римі. Не найкращий знайомий Лари Крофт.
У 1996, Ларсон зустрічає Лару в Індії та розказує їй про свою начальницю Жаклін Натлу. Після того, як Лара знаходить частину Спадщини в Перу, Ларсон намагається забрати її у неї, але йому це не вдається. Пізніше, Ларсон нападає на Лару в Єгипті. В Атлантиді Лара його вбиває.

### П'єр Дюпон
П'єр Дюпон народився в Нанті, Франції, в 1951 році. У 1995, разом з Ларсоном Конвеєм пробував придбати Філософський Камінь.
Наприкінці 1996 року, П'єра наймає Жаклін Натла, щоб знайти другу частину Спадщини у Греції. Він зустрів там Лару, коли вона знайшла гробницю Тіхокана, між ними зав'язується бій. Після того як П'єр вхопив Спадщину пробуджуються статуї кентаврів. Вони вбивають П'єра.

### Колд
Кім «Колд» Кейдж. Охоронець Жаклін Натли. Жорстокий, неврівноважений психопат-вбивця. У в'язниці, де він сидів, по-звірячому вбив кількох ув'язнених. Випустили на поруки Натли, всупереч рекомендацій тюремного психолога.
Вбитий Кідом на острові Атлантида.

### Кід
Джером «Кід» Джонсон. Ще один найманець Жаклін Натли. Молодий хлопець, лідер одного з бандитських угруповань Лос-Анджелеса. У минулому пробував пограбувати машину Натли зі своєю бандою, але невдало, всіх членів банди вбили, крім Кіда, його Натла залишила як зв'язкового у злочинному світі Лос-Анджелеса.
Був смертельно поранений Колдом в Атлантиді, Але перед смертю розстрілює Колда, і цим рятує Ларі Крофт життя.

## «Пасхальні яйця»
- Деякі костюми Лари — це посилання на попередні ігри серії.
  - «Класичний» — змінює модель Лари на оригінальну модель з першої гри.
  - «Легенда» — основний костюм Лари в Tomb Raider: Legend.
  - «Спортивний» — костюм з тренувального рівня Tomb Raider II.
  - «Купальний» — костюм з Tomb Raider II.
  - «Злодійський» — костюм з Tomb Raider: Chronicles.
- В книгах, які розкидані по маєтку Крофтів, можна знайти інформацію про Кинджал Сіаня та лайнер «Марія Доріа», які фігурували в Tomb Raider II.
- На фотографіях в офісі Натли зображені локації з попередніх ігор: китайський храм з Tomb Raider II, карнакський храм з Tomb Raider: The Last Revelation і будинок з Tomb Raider: The Angel of Darkness.
- На кам'яній кулі, яка котиться на Лару в гробниці Куалопека, помітні відбитки капелюха і батога. Це посилання на Індіану Джонса.